# Labidoplax media
Labidoplax media is een zeekomkommer uit de familie Synaptidae. De wetenschappelijke naam van de soort werd in 1905 gepubliceerd door Östergren.

## Beschrijving
Labidoplax media is een kleine, 2 tot 3 cm lange transparante wormachtige zeekomkommer die leeft op het oppervlak van zachte modder. Het heeft bij de mond twaalf tentakels met elk vier zijvingers. De lichaamswand is transparant waardoor de vijf longitudinale spierbanden intern zichtbaar zijn.

## Verspreiding
Oorspronkelijk beschreven vanuit Scandinavië wordt deze soort alleen gevonden op de Britse Eilanden in Strangford Lough, N. Ierland. Onlangs werd deze soort ook ontdekt in vergelijkbare zeer beschutte leefomgevingen in de zeearmen van de Buiten-Hebriden.